# Bill Bakke
William Helmer „Bill“ Bakke (* 20. November 1946 in Menomonie) ist ein ehemaliger US-amerikanischer Skispringer und Skisprungtrainer.

## Werdegang
Bakke, der im Sommer auch als Radsportler aktiv war, hatte seinen ersten internationalen Auftritt mit 21 Jahren bei den Olympischen Winterspielen 1968 in Grenoble. Dort erreichte er von der Normalschanze Rang 40 und von der Großschanze Rang 34. Bei der Vierschanzentournee 1969/70 sprang er in Oberstdorf auf Rang 38, in Garmisch-Partenkirchen auf Rang 40, in Innsbruck auf Rang 70 und in Bischofshofen erneut auf Rang 38. Am Ende belegte er mit 750,9 Punkten Rang 41.
Bei den US-amerikanischen Meisterschaften 1970 auf dem Silver Mine Hill in Eau Claire gewann er seinen ersten und einzigen nationalen Titel.
Bei der Vierschanzentournee 1970/71 konnte er seine Leistungen leicht steigern und belegte am Ende mit 767.4 Rang 39. Dabei belegte er mit Rang 30 in Oberstdorf seine beste Einzelplatzierung.
Nach seiner aktiven Karriere wurde Bakke Co-Trainer beim US-Team, bevor er als Cheftrainer bei der kanadischen Nationalmannschaft arbeitete. Er ließ sich in Calgary nieder und wurde zudem Geschäftsführer des Canada Olympic Park, welcher für die Olympischen Winterspiele 1988 erbaut wurde.

## Erfolge

### Vierschanzentournee-Platzierungen
| Saison  | Platz | Punkte |
| ------- | ----- | ------ |
| 1969/70 | 41.   | 750,9  |
| 1970/71 | 39.   | 767,4  |